# Gmina Łagów (Powiat Kielecki)
Die Gmina Łagów ist eine Stadt-und-Land-Gemeinde im Powiat Kielecki der Woiwodschaft Heiligkreuz in Polen. Ihr Sitz ist die gleichnamige Stadt Łagów mit 1650 Einwohnern (2011).

## Geschichte
Zum 1. Januar 2018 erhielt Łagów seine 1869 entzogenen Stadtrechte wieder.

## Gliederung
Zur Stadt-und-Land-Gemeinde (gmina miejsko-wiejska) Łagów gehören folgende Orte mit einem Schulzenamt:
Czyżów
Duraczów
Gęsice
Lechówek
Łagów
Małacentów
Melonek
Nowa Zbelutka
Nowy Staw
Piotrów
Piotrów-Gułaczów
Piotrów-Podłazy
Piotrów-Porębiska
Piotrów-Zagościniec
Płucki
Ruda
Sadków
Sędek
Stara Zbelutka
Winna
Wiśniowa
Wola Łagowska
Zamkowa Wola
Złota Woda
Weitere Ortschaften der Gemeinde sind Okręglica und Piotrów-Kolonie.